# Особисте немайнове право
Особисте немайнове право — це абсолютне суб'єктивне право, що належить кожній фізичній особі, є невіддільним від неї, не має економічного змісту, має властивість індивідуалізації особи, яке виникає у неї від народження або за законом та належить їй довічно. Фізична особа не може відмовитися від особистих немайнових прав, не може бути позбавлена цих прав.
Інститут особистого немайнового права наведений в Цивільному кодексі України, в книзі другій "Особисті немайнові права фізичної особи". 
Суть цього інституту права у визначені, що фізична особа має можливість вільно та на власний розсуд визначати свою поведінку у сфері свого приватного життя, здійснювати вказані права самостійно.
Право на захист своїх майнових прав особа здійснює на власний розсуд й такими способами (Ст 15, 16, 19 ЦКУ):
- визнання права;
- припинення дії, яка порушує право;
- на самозахист свого цивільного права та права іншої особи від порушень і протиправних посягань.

Особа, особисті немайнові права якої порушено внаслідок поширення про неї або членів її родини недостовірної інформації, має право на відповідь, на спростування цієї інформації. Спростування здійснюється незалежно від вини особи, яка її поширила, та  той же спосіб, яким вона була поширена.
Завдана особі майнова або моральна шкода внаслідок порушення її майнового права підлягає відшкодуванню.

## Ознаки
Ознаками особистого немайнового права фізичних осіб є:
- неекономічність;
- невіддільність;
- індивідуалізація;
- абсолютність;
- загальність;
- специфічність виникнення;
- довічність.

## Види
Особисті немайнові права фізичної особи що поділяються на:
- забезпечують природне існування фізичної особи, якими фізична особа володіє довічно (ст. 281-293 ЦКУ), тобто право на:
  - невід'ємне право на життя;
  - усунення небезпеки, яка загрожує життю та здоров'ю;
  - охорону здоров'я;
  - медичну допомогу;
  - інформацію про стан свого здоров'я та її таємницю;
  - свободу та особисту недоторканість;
  - донорство;
  - сім'ю та підтримання зв'язків з членами своєї сім'ї та родичами незалежно від того де вони перебувають;
  - опіку або піклування;
  - безпечне для життя і здоров'я довкілля;
- забезпечують соціальне буття фізичної особи (ст. 294-315 ЦКУ), тобто право на:
  - ім'я, його зміну та використання;
  - повагу до гідності і честі;
  - повагу до людини, яка померла;
  - недоторканність ділової репутації;
  - індивідуальність;
  - особисте життя та його таємницю;
  - інформацію;
  - особисті папери та розпорядження ними;
  - ознайомлення з особистими паперами, які передані до фонду бібліотек або архівів;
  - таємницю кореспонденції;
  - захист інтересів фізичної особи при проведенні фото-, кіно-, теле- та відео-зйомок;
  - свободу літературної, художньої, наукової і технічної творчості;
  - свободу пересування та вільний вибір місця проживання;
  - вибір роду занять;
  - тощо.

## Рекомендована література
Стефанчук Р.О. Особисті немайнові права фізичних осіб (поняття, зміст, система, особливості здійснення та захисту) : монографія / НАН України, Інститут держави і права ім. В.М.Корецького. - К. : КНТ, 2008. - 625 с.